# 丁光生
丁光生（1921年7月23日—2022年10月6日），安徽阜阳人。中华人民共和国药理学家。
1944年，毕业中央大学医学院。1947年，攻读硕士后，公费赴美国芝加哥大学药理系留学，1950年获药理学博士学位。1951年回国，在中国科学院上海药物研究所工作，创立药理研究室，创办《中国药理学报》、《新药与临床》杂志并任主编。
此外他还是上海医科大学、第一军医大学、第四军医大学兼职教授，《中华人民共和国药典》编委，卫生部药品评审委员会委员等。他长期致力于防治血吸虫病药物和心血管系统药物等的研究，著有《重要的中草药》、《中药中的抗心律不齐药剂》、《中药与现代药理学》等。